# Ferdinand Abt
Ferdinand Abt  (Idstein, 9 de mayo de 1877-Idstein, 1 de agosto de 1962) fue un escultor y arquitecto alemán.

## Datos biográficos
Abt se estableció en Schwanheim, donde se formó como escultor. Más tarde residió en diferentes ciudades, entre otras, Núremberg, Estrasburgo, Graz, Venecia y Praga. En la década de 1920, trabajó como arquitecto de la ciudad de Fráncfort del Meno.  
Después de la Segunda Guerra Mundial, regresó en 1945 a Idstein, su ciudad natal y apoyó la restauración de numerosos edificios históricos. 

## Obras

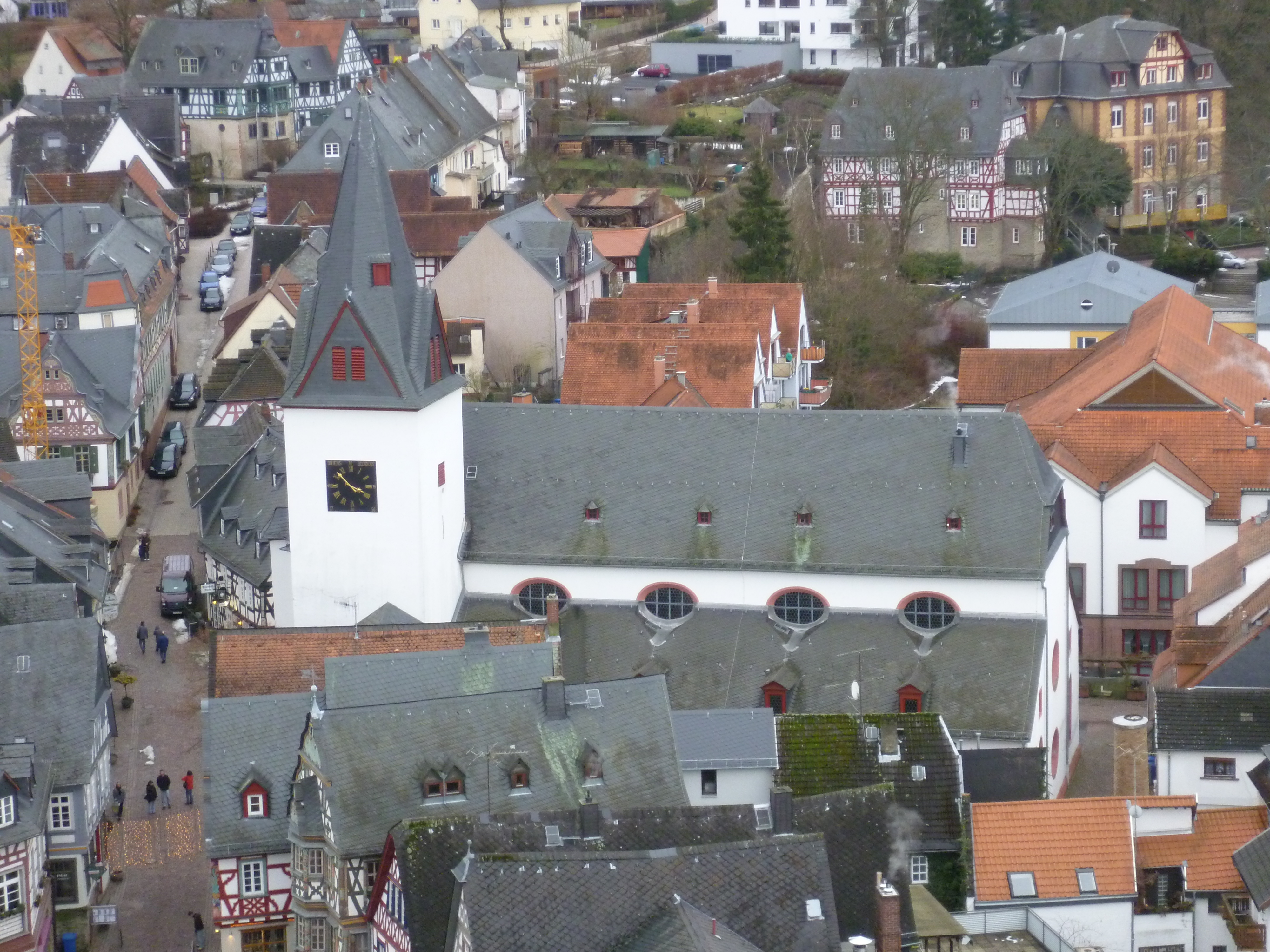
Vista de la Obergasse en Idstein, a la izquierda de la imagen. Los medallones realizados por Abt se encuentran en la fachada de la imprenta Grandpierre, edificio que aparece en esta fotografía tras la grúa amarilla

Entre las mejores y más conocidas esculturas de Ferdinand Abt  se incluyen las siguientes:
- 1927: medallones en la antigua escuela edificada en 1927 de Kettenbach (Aarbergen), actual ayuntamiento. 50°14′47″N 8°4′19″E / 50.24639, 8.07194 (imagen en 1)
- Medallones en relieve de la imprenta Grandpierre , de 1926. Obergasse, Idstein . Inspirados en Bertel Thorwaldsen.(imágenes en flickr 1 y 2) Uno de ellos dedicado a Gutenberg  (imagen:1) 50°13′13″N 8°16′14″E / 50.22028, 8.27056
- Escudo de armas en relieve del ayuntamiento de Idstein